# Delémont
Delémont (německy Delsberg) je švýcarské město, hlavní a největší město kantonu Jura. Žije zde přibližně 13 tisíc obyvatel. 
Město leží v pohoří Jura, většina obyvatel hovoří francouzsky. Nachází se necelých 30 km jihozápadně od Basileje. Město se rozkládá na březích řeky Sorne, krátce předtím, než se vlévá do řeky Birs.

## Geografie

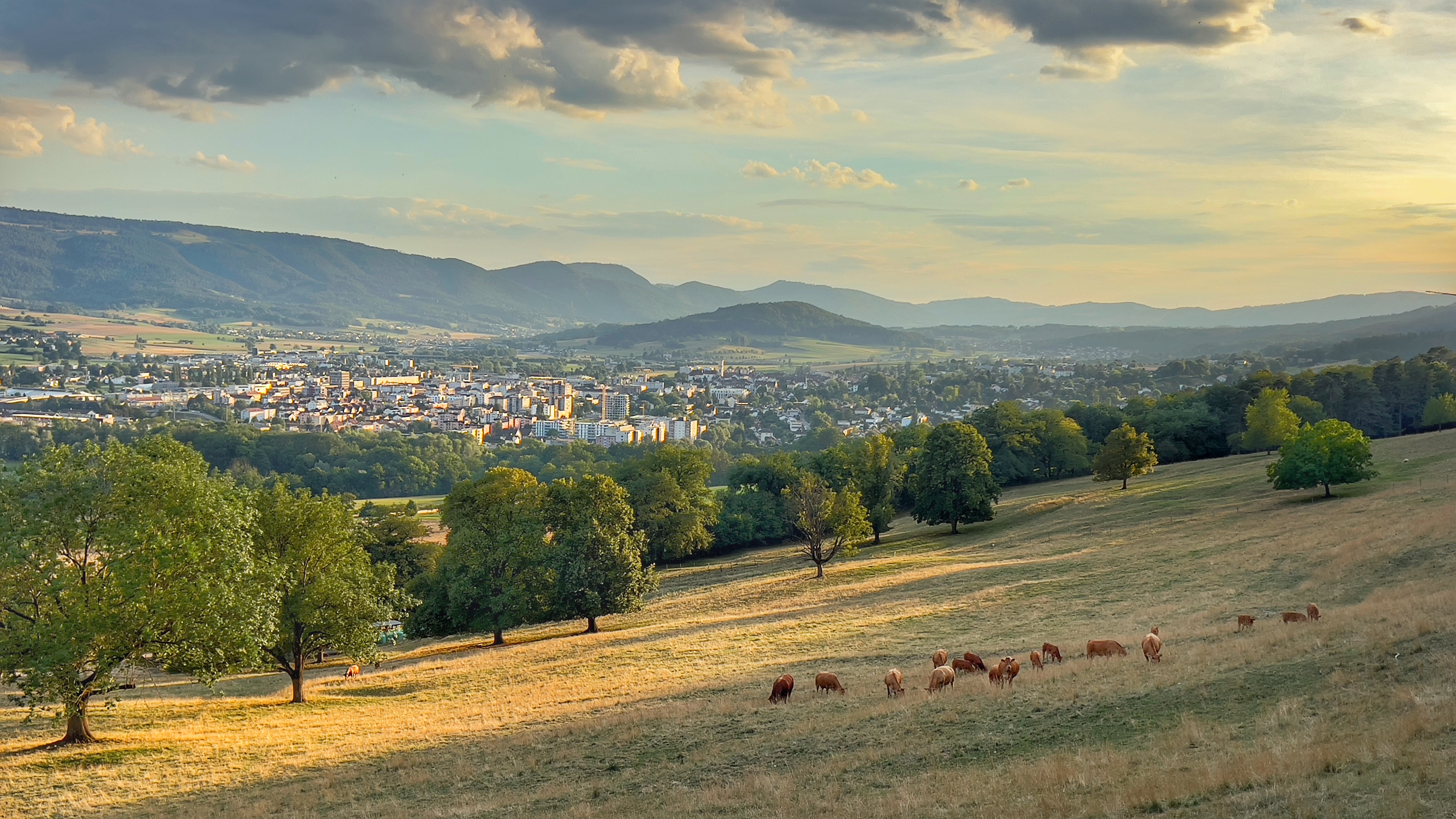
Pohled na město od severovýchodu

Delémont leží v nadmořské výšce 435 m, 28 km jihozápadně od Basileje (vzdušnou čarou), přibližně na půli cesty mezi Basilejí a Bielem. Město se rozkládá po obou stranách řeky Sorne, těsně před jejím vtokem do Birsu na severním okraji Delémontské kotliny, široké prohlubně v severním Jurovi.
Území obce o rozloze asi 22 km² zahrnuje část v centrální části intenzivně obhospodařované roviny v oblasti Delémontské kotliny. Jižní část obce zahrnuje rovinaté nížiny při řekách Sorne a Birs a zasahuje až na samý jih na svah Montchaibeux, izolovaného kopce v kotlině. Na severu se oblast rozkládá na antiklinále řetězce Les Rangiers a dosahuje nejvyššího bodu Delémontu v rovině de la Chaive (930 m n. m.). Severní hranici tvoří údolí potoka Mettembert, který se u Soyhières vlévá do řeky Birs. Východní hranice probíhá převážně podél řeky Birs. Ta se prolamuje antiklinálou řetězce Les Rangiers severovýchodně od Delémontu v typickém jurském příčném údolí Vorbourg, jehož západní okraj údolí stále patří Delémontu. V roce 1997 zaujímala 18 % rozlohy obce zastavěná plocha, 43 % lesy a lesní porosty, 38 % zemědělství a necelé 1 % tvořila neproduktivní půda.
K Delémontu patří osada Les Rondez (415 m n. m.) mezi řekami Sorne a Birs, vesnice Les Vorbourgs (521 m n. m.) na západním úbočí stejnojmenné kotliny a četné jednotlivé farmy.
Sousedními obcemi Delémontu jsou Develier, Courtételle, Rossemaison, Courrendlin, Courroux, Soyhières, Mettembert a Bourrignon.

## Historie

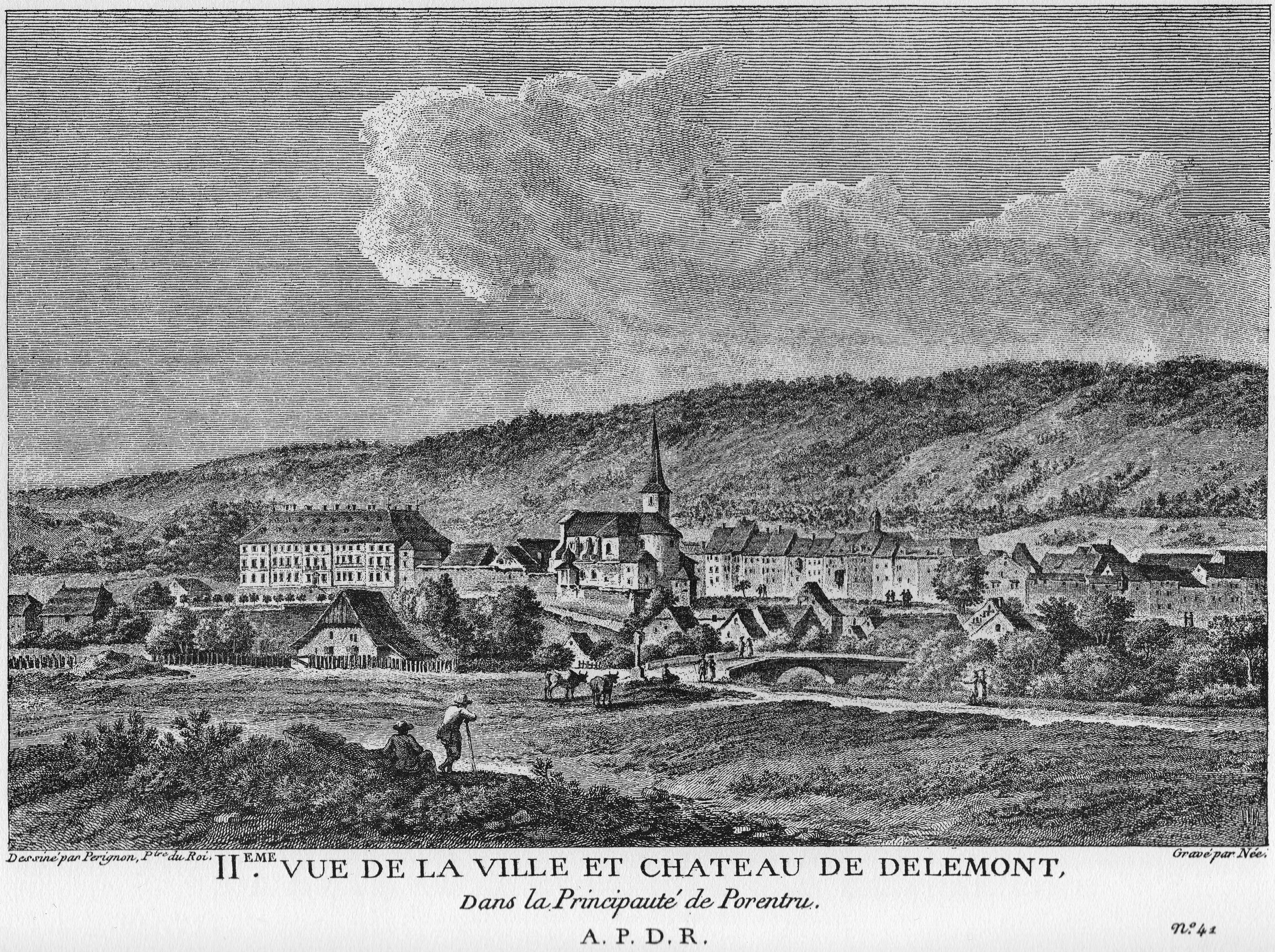
Delémont (1780)

Území Delémontu bylo osídleno již v době bronzové; o tomto období svědčí 15 urnových hrobů. Dochovaly se také stopy po osídlení z doby železné a galorománské. Delémont je poprvé zmiňován v roce 737 jako in figo Delemonze („ve vsi Delemonz“). V roce 1131 se objevuje také německý název Telsperc. Dalšími variantami jména jsou Laimunt (1181) a Deleymunt (1225). Místní jméno je složeninou germánského jména Tallo nebo Tello s latinským slovem mons („hora“), přičemž morfosyntax (způsob skládání slov) je ovlivněna němčinou.
Od 7. století byla oblast součástí pozemkového majetku alsaských vévodů. Ve 12. století byla obec součástí panství Pfirt, které v roce 1271 přešlo koupí do rukou basilejského biskupa. Již tehdy byl Delémont, ležící na ostrohu nad řekou Sorne, opevněn. Městská práva mu udělil biskup Peter Reich von Reichenstein 6. ledna 1289. Tím byl položen základ hospodářského rozvoje města. V letech 1289–1793 bylo hlavním městem panství Delémont a v roce 1407 uzavřelo smlouvu s městem Basilej o právu držet hrad. Po staletí byl Delémont letním sídlem basilejských knížat-biskupů. V duchu protireformace byl v Delémontu založen kapucínský klášter a klášter uršulinek, které byly v roce 1793 zrušeny. Členové rodu de Grandvillers opakovaně zastávali různé významné funkce ve správě města.
Městečko, které bylo opevněno již na počátku 14. století, mělo téměř čtvercový půdorys se dvěma podélnými a třemi příčnými ulicemi. Delémont byl obehnán městskou hradbou se čtyřmi branami: Porte Monsieur (nebo de Porrentruy), Porte au Loup, Porte des Moulins a Porte des Prés (nebo de Bâle). V jihozápadním rohu města byl ve 14. století postaven biskupský hrad, severovýchodní roh chránila velká okrouhlá věž.

Letecký pohled (1919)

Po dobytí francouzskými vojsky v roce 1793 se Delémont stal hlavním městem départementu du Mont-Terrible, který byl v roce 1800 začleněn do départementu Haut-Rhin. V důsledku rozhodnutí Vídeňského kongresu připadlo městečko v roce 1815 kantonu Bern a převzalo funkci hlavního města okresu (do roku 1831 ještě Oberamt) Delémont. Kanton Bern se se svým novým územím nikdy nemohl zcela smířit, protože se od zbytku kantonu lišilo jazykově i konfesijně. V průběhu industrializace německy mluvící obyvatelstvo v Delémontu silně rostlo a v roce 1880 dosáhlo téměř 40% podílu. Tím se město stalo dočasně dvojjazyčným. V roce 1920 začalo neustálé stěhování a asimilace německy mluvících obyvatel.
Až do doby po roce 1800 se vně městských hradeb nacházelo jen několik budov. Poté se rozvíjela čtvrť pod starým městem a s výstavbou železniční stanice (1875) zde vzniklo nové těžiště osídlení. Průmysl se usadil především jižně od nádraží a v Les Rondez východně od města. V okolí starého města byly koncem 19. století postaveny četné vily továrníků, činžovní domy a dělnické byty. 
V roce 1947 byl Georges Moeckli, kantonální rada z francouzsky mluvící části kantonu, odmítnut na místo člena kantonální vlády pro oblasti školství. Po této urážce se město stalo centrem separatistického hnutí v Jurovi. Od roku 1948 se zde každoročně koná Slavnost jurského lidu (Fête du peuple jurassien). V referendech v letech 1959 a 1974 se obyvatelé velkou většinou vyslovili pro vytvoření kantonu Jura. V letech 1976–1978 byl Delémont místem setkání, na němž se připravovala ústava budoucího kantonu. Město bylo vybráno jako hlavní město kantonu, který byl založen 1. ledna 1979.

## Obyvatelstvo

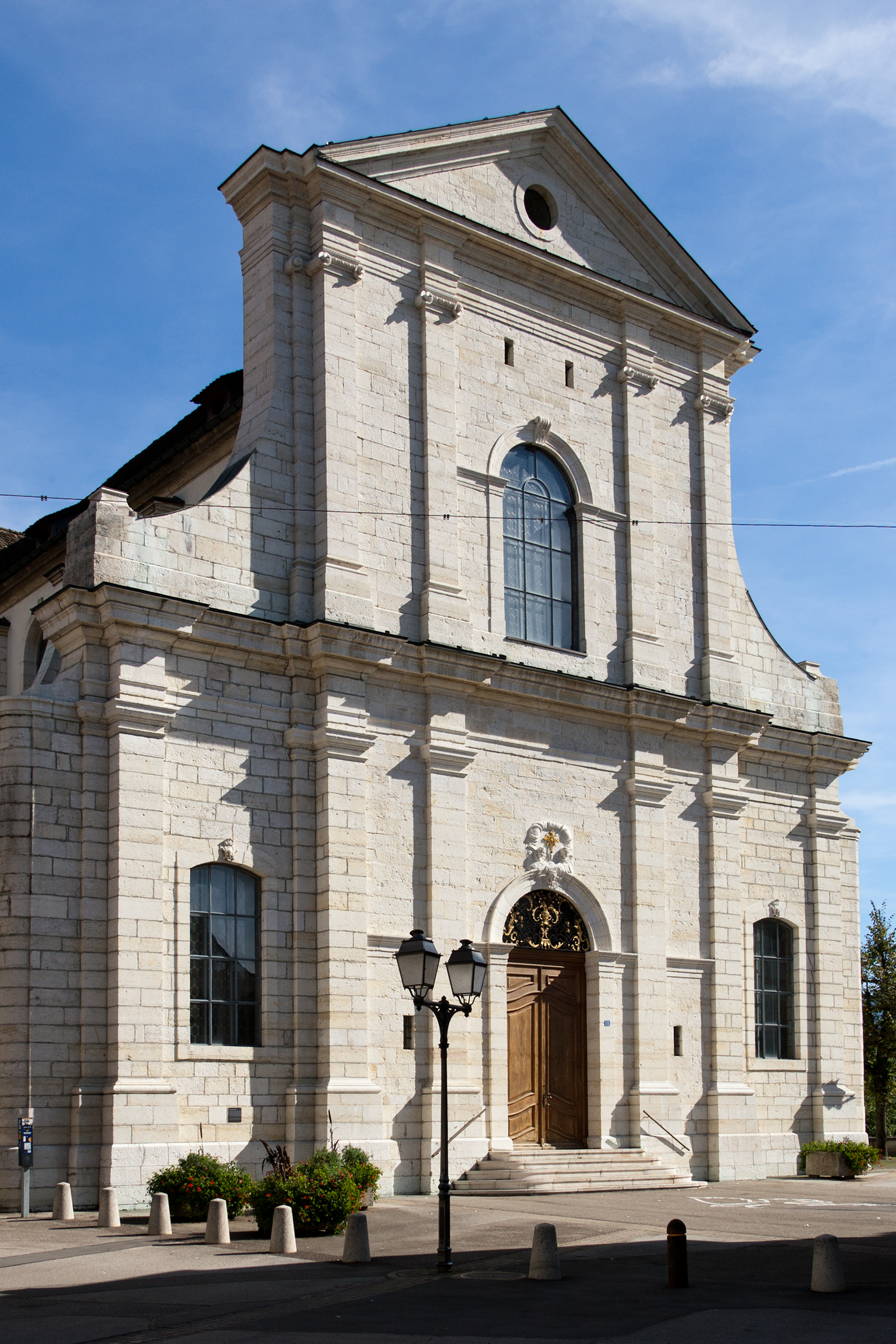
Kostel Saint-Marcel

| Rok            | 1770 | 1850 | 1880 | 1900 | 1910 | 1930 | 1950 | 1960 | 1970   | 1980   | 1990   | 2000   | 2010   |
| Počet obyvatel | 921  | 1650 | 2793 | 5053 | 6161 | 6393 | 7504 | 9542 | 11 797 | 11 682 | 11 548 | 11 353 | 11 590 |

S 12 479 obyvateli (k 31. prosinci 2021) je Delémont podle počtu obyvatel největší obcí kantonu Jura. Z celkového počtu obyvatel je 84,3 % mluvících francouzsky, 4,0 % italsky a 3,1 % německy (k roku 2000). V roce 2000 se 70 % obyvatel hlásilo ke katolické církvi, 13 % k reformované církvi, zbytek obyvatel byl bez vyznání nebo jiného vyznání.

## Hospodářství
Již v roce 1770 měl Delémont navzdory malému počtu obyvatel městskou zaměstnaneckou strukturu. V té době bylo ještě asi 25 % práceschopného obyvatelstva zaměstnáno v zemědělství, asi 50 % v řemeslech (především dřevařských a železářských, textilních, zpracování kůže, mlynářství, pekařství, řeznictví) a zbývajících 25 % se živilo obchodem nebo jinými samostatnými profesemi.
Industrializace začala v první polovině 19. století. Zpočátku bylo důležité zejména zpracování železa; v roce 1838 byla založena vysoká pec a slévárna kovářské společnosti Bellefontaine (Saint-Ursanne). Ke konci 19. století se v Delémontu prosadil také hodinářský průmysl, výroba hodinových pouzder, strojírenství a továrny na výrobu doutníků a cementu.
Dnes je Delémont regionálním hospodářským centrem, které plní centrálně-lokální funkce pro celý kanton Jura a sousední oblasti Bernského Jury. K nejvýznamnějším zaměstnavatelům v sekundárním sektoru patří podniky strojírenského a kovoprůmyslu, nožířského a hodinářského průmyslu (světoznámá firma Wenger), elektroniky, textilního průmyslu a stavebnictví. Kromě toho ve městě sídlí kantonální a okresní správa. Řada dalších pracovních míst je v bankovnictví a pojišťovnictví a v sociálních a zdravotnických zařízeních (regionální nemocnice).

## Doprava

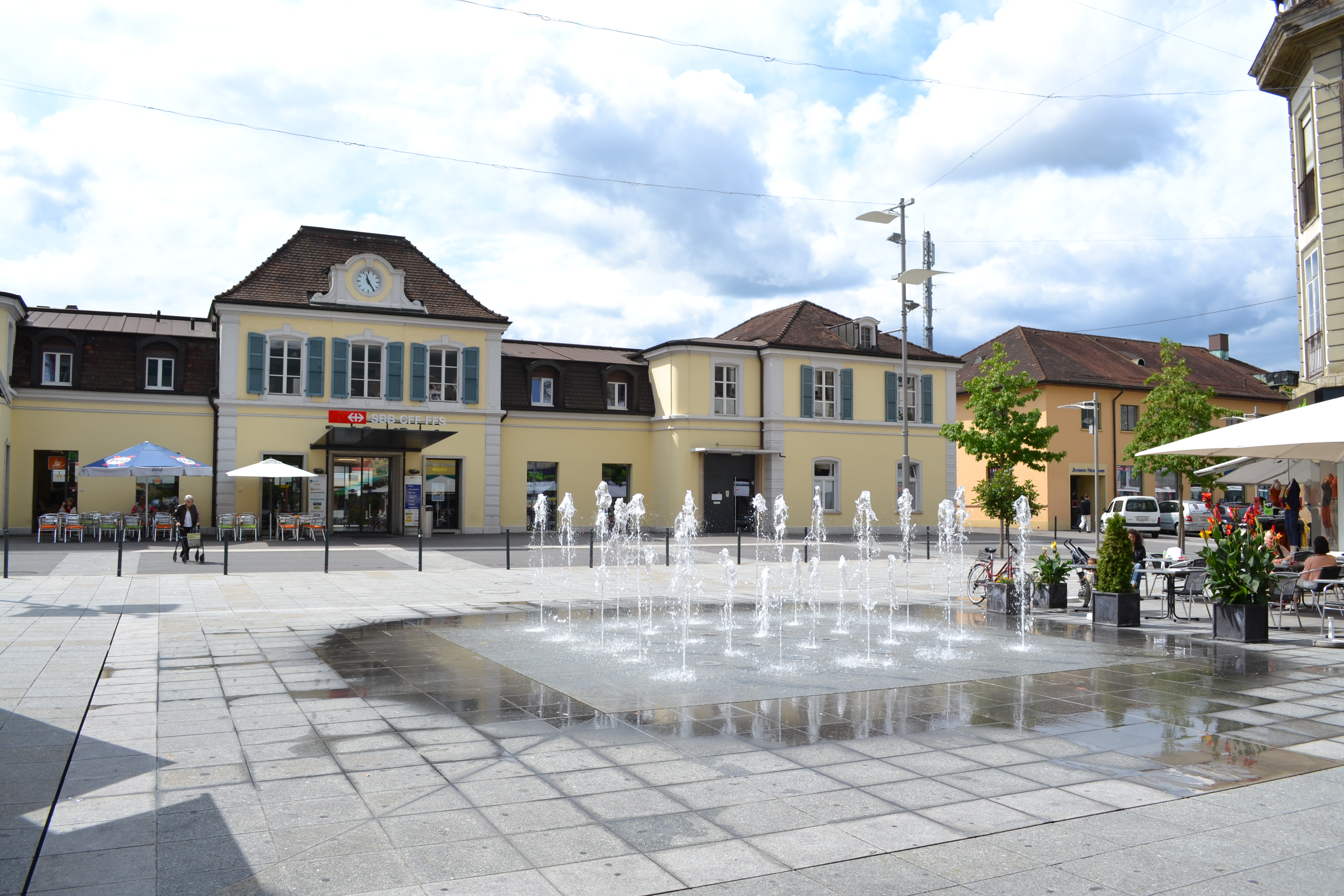
Železniční stanice Delémont

Město leží na křižovatce hlavních silnic z Basileje do Bielu a do La Chaux-de-Fonds. V roce 1998 byl otevřen první úsek dálnice A16 na území kantonu, a to úsek Delémont–Porrentruy. V roce 2005 následovaly obchvaty Delémontu a Porrentruy. Od roku 2017 je dálnice A16 napojena na švýcarskou i francouzskou dálniční síť.
Dne 25. září 1875 byl Delémont připojen k železniční síti tratí Basilej–Delémont, tzv. jurskou železnicí. Pokračování do Moutier bylo slavnostně otevřeno 16. prosince 1876, poté, co již byla 15. října 1876 otevřena trať Delémont–Glovelier. Linka S3 basilejské S-Bahn (Basel SBB – Porrentruy) spojuje město s Basilejí. Všechny vlaky na trati Basilej–Biel ve stanici Delémont mění směr jízdy (úvrať). Jezdí zde také přímé vlaky RE do Meroux TGV (Belfort–Montbéliard TGV) s návazností na TGV do Paříže.
Během druhé světové války byly stanice Delémont, Bassecourt a Courrendlin několikrát bombardovány spojenci. Při náletech zahynulo několik železničních zaměstnanců.

## Pamětihodnosti

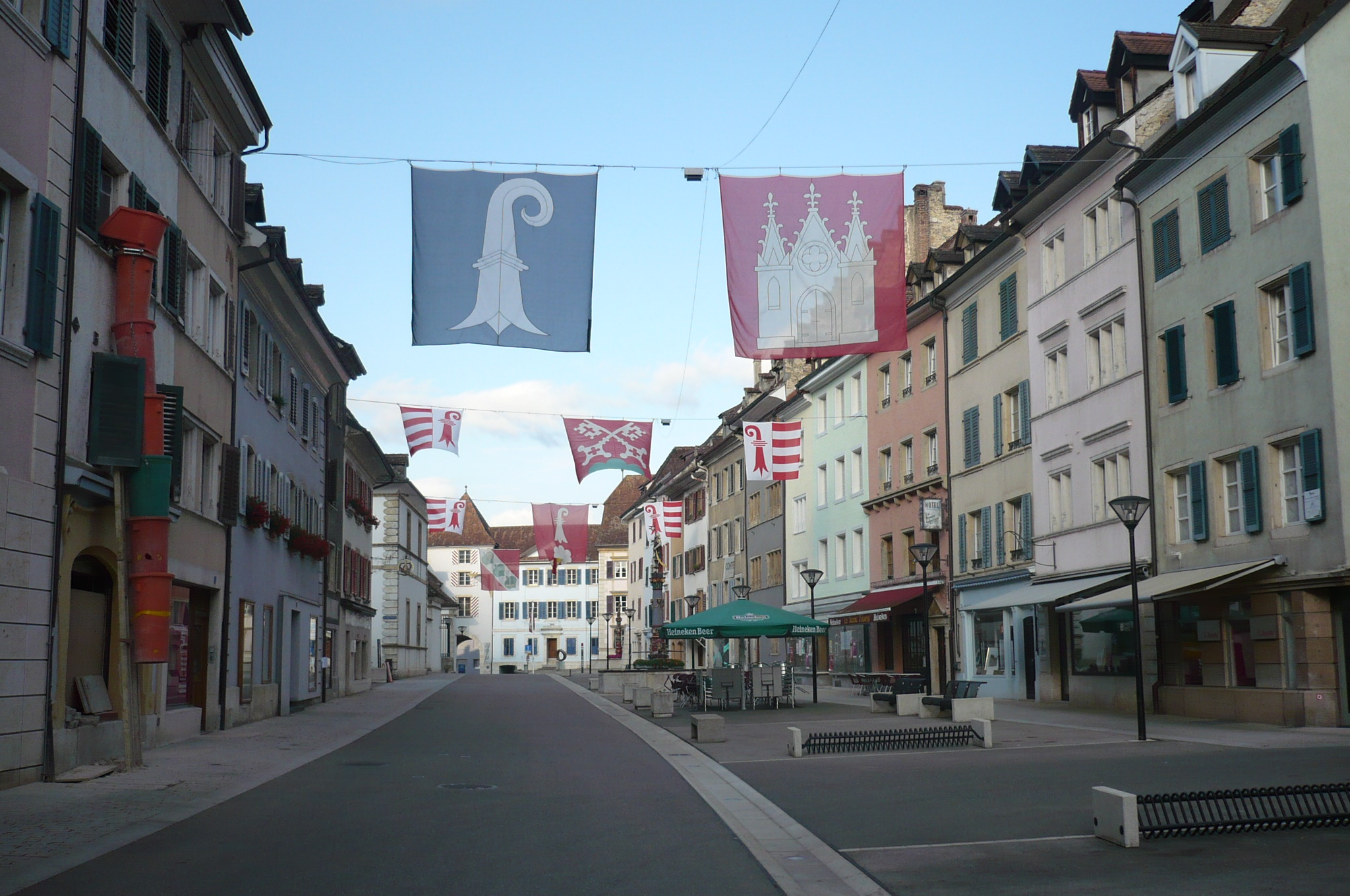
Centrum města

Staré město Delémontu si stále zachovalo středověký půdorys s dobře zachovalou městskou zástavbou. Dochovaly se dvě městské brány, Porte au Loup (dnešní stavba z roku 1775) a Porte de Porrentruy (postavena 1756–1759). Stejně tak se dochovaly části bývalých městských hradeb s Tour des Archives (bývalá okrouhlá věž Franche Courtine ze 13. století). Náměstí starého města zdobí pět monumentálních kašen ze 16. století v renesančním stylu, z nichž dvě vytvořil Hans Michel.

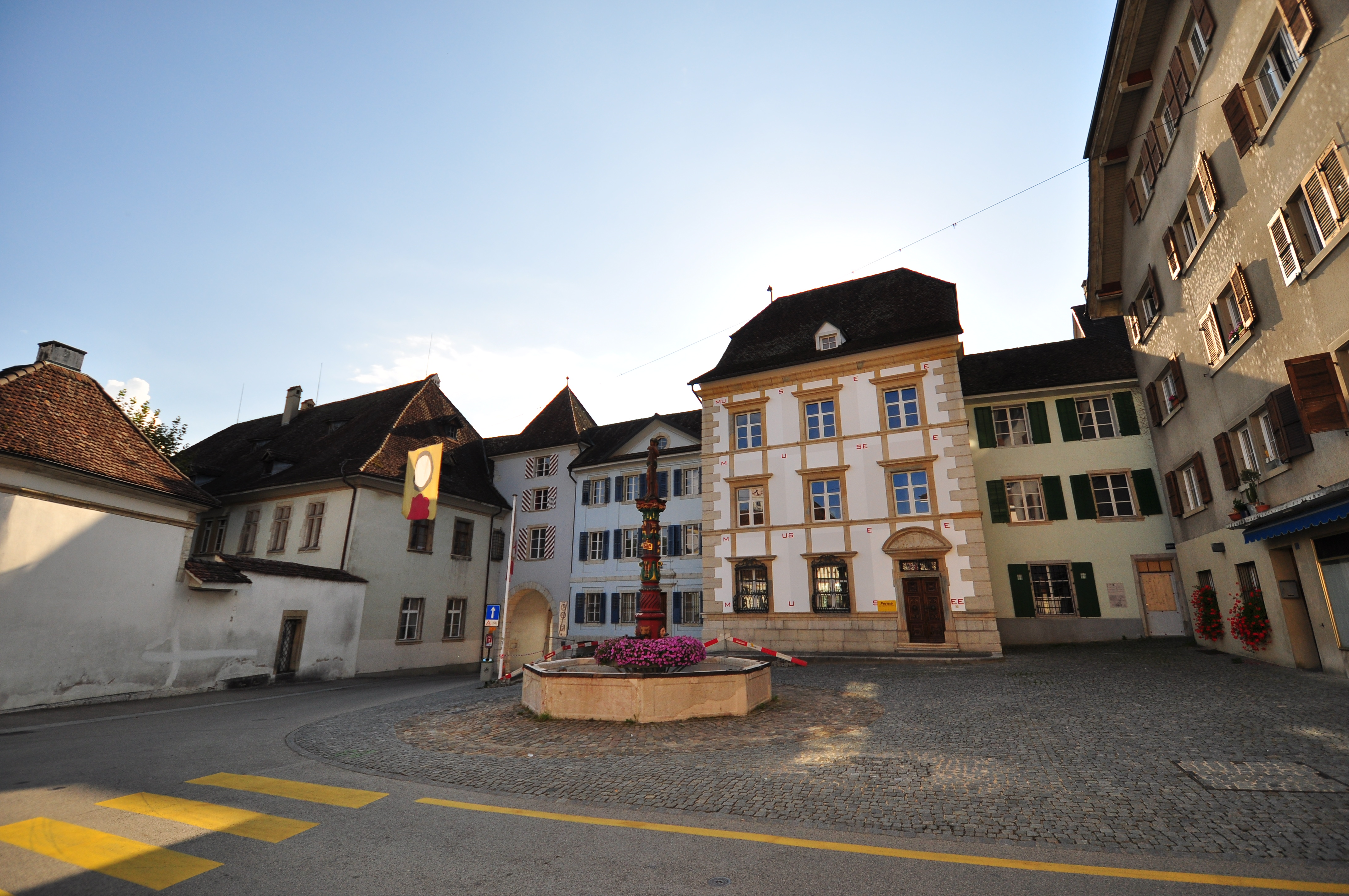
Muzeum jurského umění

Katolický kostel Saint-Marcel byl postaven v letech 1762–1767 a vyznačuje se směsicí barokních a klasicistních slohových prvků. Dalšími barokními památkami z doby knížecích biskupů jsou Hôtel de Ville (radnice, postavená v letech 1742–1745) s bohatě zdobenými štukovými stropy v jednotlivých sálech, Châtellenie (bývalý zámek, přestavěný v roce 1717, nyní soudní budova) a biskupský palác (1716–1721). Pozdně gotická kaple Saint-Michel pochází ze 17. století.
Západně od města, na jižním svahu pohoří Les Rangiers, se nachází hrad Domont, pozdně gotický komplex se schodišťovou věží z roku 1560, v němž je dnes restaurace. Na skalnatém hřebeni na západním úbočí údolí Birsklus se dochovaly zříceniny raně středověkého vnějšího předhradí. Vedle něj stojí kaple Notre-Dame du Vorbourg, bývalá domácí kaple dolního hradu, vysvěcená v roce 1049 a později několikrát obnovená; hlavní oltář s Madonou ze 16. století je cílem mariánských poutí.
Bývalá kapucínská kaple Chapelle de Montcroix severovýchodně od starého města byla postavena v roce 1950 ve stylu kostela Notre-Dame v Le Raincy u Paříže (1922–1923) jurskou architektkou Jeanne Bueche. Jde o odhalený betonový kostel s betonovými skleněnými okny; nástěnná malba v chóru je dílem Alberta Schnydera.
V blízkosti železniční stanice Delémont stojí historické lokomotivní depo Rotonde de Delémont.
Delémont získal v roce 2006 Wakkerovu cenu udělovanou Švýcarskou společností pro kulturní dědictví „za zhodnocení veřejného prostoru v centru města prostřednictvím renovace a zavedení zón s rychlostí 30 km/h“.

## Osobnosti
- Georges Moeckli (1889–1974), politik a aktér Moeckliho aféry
- Meret Oppenheim (1913–1985), výtvarnice a fotografka
- Roger Schaffter (1917–1998), politik a bojovník za nezávislost Jury
- Roland Béguelin (1921–1993), politik a bojovník za nezávislost Jury
- Eric Hänni (* 1938), judista
- Sarah Marquis (* 1972), cestovatelka